# Textilie s tvarovou pamětí
Textilie s tvarovou pamětí jsou textilní materiály schopné reagovat na vnější podněty tak, že se mohou deformovat a po deformaci obnovit svůj původní tvar.
Ve 2. dekádě 21. století byl ve světě zaznamenán intenzivní výzkum materiálů s tvarovou pamětí (SMM). V textilním oboru bylo zveřejněno asi 200 zpráv o projektech se zaměřením na technické textilie (aktuátory v elastických robotech, stenty aj) a oděvy (např. proměnlivá prodyšnost, odstranění mačkavosti). Zatímco v jiných oborech se  prodávají výrobky s tvarovou pamětí za cca 10 miliard amerických dolarů ročně, je praktické použití SMM na textiliích (v roce 2021) jen málo známé.

## Princip tvarové paměti

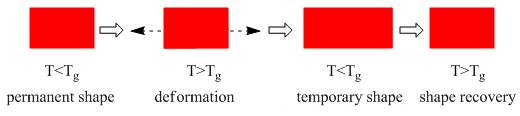
Schéma cyklu tvarové paměti stimulované změnou tepoty.
T = výchozí teplota a T_{g} = teplota skelného přechodu

Tvarová paměť se může vyvolávat u určitých kovových slitin, polymerů, gelů a keramických materiálů. Funkce paměťového efektu je u nich závislá zejména na spirálové struktuře, příčné vazbě molekul, přítomnosti vodíkových můstků a existenci separátních fází.  Jako stimulátor efektu tvarové paměti může působit: světlo, teplota, vodíkový exponent pH, magnetizmus, elektřina nebo vlhkost.
Mechanizmus termálně (tepelně) stimulované tvarové paměti polymerů se dá zjednodušeně znázornit cyklem: 
původní tvar polymeru → zahřívání nad bod tavení  → programování požadovaného tvaru → chlazení → programovaný tvar → zahřívání → znovunabytí původního tvaru (viz obrázek)
Schopnost materiálu k programování mechanické deformace a "zapamatovat si" přechodný a původní tvar se dá hodnotit dvěma parametry:
koeficient fixace pnutí (strain fixity ratio)
{\displaystyle R_{f}(N)={\frac {E_{u}(N)}{E_{m})}}} x 100%
koeficient obnovení pnutí (strain recovery ratio)
{\displaystyle R_{r}={\frac {E_{m}-E_{p}(N)}{E_{m}-E_{p}(N-1)}}} x 100%
kde
Eu = programované napětí polymeru
Em = maximální napětí dosažené po chlazení
Ep = obnovené napětí
N = počet termomechanických cyklů

## Druhy materiálů s tvarovou pamětí (SMM) pro textilie
Z materiálů s tvarovou paměti jsou pro textilní výrobky vhodné zejména polymery (SMP) a některé kovové slitiny (SMA).
Molekulová struktura polymerů je tvořena polymerní sítí, která sestává ze dvou segmentů. Jeden je vysoce elastický a druhý funguje jako molekulární spínač nebo reaguje na vnější podnět snížením tuhosti.
U slitin účinkuje tvarová paměť většinou na principu teplotního stimulátoru. 
Slitina přechází z martenzitové do austenitové fáze, v austenitové fázi je aktivována a vrací se do naprogramovaného tvaru.
Hlavní vlastnosti SM polymerů a slitin ukazuje následující tabulka:
| Vlastnosti / Materiál            | Polymery               | Slitiny Ni/Ti |
| -------------------------------- | ---------------------- | ------------- |
| Specif. hmotnost (g/cm³)         | 0,9-1,2                | 6-8           |
| Tažnost (%)                      | <800                   | <8            |
| Tlak při deformaci (MPa)         | 1-3                    | 50-200        |
| Tlak při obnově pův. tvaru (MPa) | 1-3                    | 150-300       |
| Teplota při přeměně na SM (°C)   | -10 až 100             | -10 až 100    |
| Čas návratnosti do původ. tvaru  | 1 vt. až několik minut | <1 vt.        |
| Výrobní náklady v €/kg (2007)    | 17                     | 440           |

### Polymery s tvarovou pamětí (SMP)
byly poprvé představeny v Japonsku v roce 1984. V odborné literatuře je sice popisována řada možných aplikací zejména pro medicínské účely, senzory a aktuátory, ale na trhu se najde jen nepatrný počet textilií z polymerů s tvarovou pamětí. V roce  2021 se odhadoval celosvětový výnos z prodeje výrobků z SMP na 450 milionů USD.
V literatuře jsou uvedeny příklady potenciálního použití SMP v tzv. chytrých  textiliích americký patent na materiál aktivovaný vlhkostí, kopolymery na bázi poly-ethylen-oxidu a poly-ethylen-telftálatu reagující na změnu teploty
Komerčně jsou vyráběny membrány Diaplex s SMP z polyuretanu s teplotní reakcí či pryskyřice s tvarovou pamětí Veriflex jako kompozitní matrice

### Slitiny s tvarovou pamětí (SMA)
Za nejstarší známý materiál s tvarovanou pamětí (SMM) je považována slitina Au/ Cd  s tzv. pseudoelastickým efektem vynalezená Švédem Ölanderem v roce 1932. První průmyslově vyrobené slitiny s tvarovou pamětí (SMA) přišly začátkem 60. let 20. století z USA pod značkou Nitinol. V roce 2022 dosáhl výnos z prodeje slitin SMA celosvětově 9,2 miliard USD. Údaje o podílu SMA pro textilní účely nebyly dosud publikovány.
Slitiny SMA se vyrábějí ve formě tyčí, pásů, drátů, vláken, trubiček, fólie aj. Tavení se musí provádět ve vakuu, mechanické vlastnosti finálního výrobku jsou závislé především na způsobu chlazení.
Na „textilní drát“ se používají většinou slitiny Ni/Ti. Ingoty z předchozí tavby se  extrudují ve vakuu (VIM plant) při 950-1050°C. Extrudované předvýrobky (tyče) se při strojním obrábění odoxidují a při 900°C rozloží na příčné řezy po 50 mm2, ze kterých se vyrábí tažením za horka a za studena drát s tloušťkou 0,025-4 mm.
Drát se většinou povrstvuje např. s PTFE nebo s jinými polymery, používá se však také nepovrstvený.
Dráty se také často obeskávají s polymerními filamenty (např. Ni/Ti drát 0,2-0,3 mm obeskaný PU filamentem s tloušťkou 0,15-0,35 mm). Příze se dá použít na téměř všechny druhy  plošných textilií.  
Z pokusné výroby jsou známé: 
- Textilní aktuátor se vyrobený jako pletenina z aktivní, kovové niti (drát opředený polyesterovými vlákny) a neaktivní niti z běžných textilních vláken. Pletenina se dá vyrábět např. ve tvaru prstů, které působí jako svorka.[19] [20] [21]
- Ochranný oděv pro hasiče (z roku 2020) ve složení:  Drátěné pružiny (0,36 g/kus) konického tvaru  s tvarovou pamětí (55 % Ni/45 % Ti) mezi vnější laminovanou tkaninou a podšívkou z aramidových vláken. Při změně teploty se tloušťka pružné  vrstvy může zvýšit ze 6 na 20 mm. Po 50 cyklech se vrací 79 % tvaru. Účinnost ochranného oděvu pro hasiče se zvýší oproti konvenčním až o 30 % a nemění se ani po 50 vypráních.[22] [23]

- Kompozity z kombinace drát s tvarovou pamětí/textilní vlákna jako výztuž (matrice z epoxidové pryskyřice)  přináší podstatné zvýšení účinku tvarové paměti. Výzkumné práce s kompozity s podobnou strukturou dokazují podstatné zvýšení účinku tvarové paměti.  Ve 2. dekádě 21. století bylo ve světě zveřejněno asi 500 teoretických prací na toto téma[24] včetně návodů k instalaci výrobního zařízení.[25] Celosvětový výnos z prodeje hybridních kompozitů obnášel v roce 2022 přes 525 milionů USD, výrobky s tvarovou pamětí však nejsou v této částce obsaženy.[26]

### 4D textilie s tvarovou pamětí
Příklady:
Kompozit z PLA s tvar. pamětí potiskovaný na tkanině z polyamidu se termomechanicky deformuje a zahříváním vrací k původní formě. 
Kruhově splétaný předvýrobek zhotovený z PLA 3D tiskem se částečně ponoří do matrice z elastického silikonu. Tak se dá vyrobit  „otevřená“ trubice s vysokou návratností po deformaci, která se rozřezává a formuje do tvaru svorek.
4D textilie s tvarovou pamětí se mohou v budoucnu použít zejména v biomedicíně. V roce 2022 se tato technika nacházela (celosvětově) teprve ve stádiu výzkumu.